# Tokyo Game Show
Tokyo Game Show er en computerspil og spillekonsol messe, der bliver afholdt i messecentret Makuhari Messe i Chiba i Japan. Ligesom Games Convention i Leipzig (og i modsætning til Electronic Entertainment Expo) er messen ikke kun for folk der arbejder i branchen og har derfor langt flere besøgende end Electronic Entertainment Expo.
Messen afholdes hvert år og i 2009 vil den blive afholdt fra 24. september til 27. september.
| computerspil | Spire Denne computerspilsrelaterede artikel er en spire som bør udbygges. Du er velkommen til at hjælpe Wikipedia ved at udvide den. |

- Wikimedia Commons har flere filer relateret til Tokyo Game Show